# Divine Invitation
Divine Invitation – pierwsza kompilacja fińskiego zespołu powermetalowego Altaria, wydana w maju 2007 roku przez wytwórnię Metal Heaven. Ta stosunkowo tania składanka została wydana z myślą o fanach zespołu. Ze względu na duży popyt oraz całkowite wyprzedanie nakładu pierwszych dwóch albumów zespołu (Invitation i Divinity), pojawił się pomysł wydania pięciu najlepszych piosenek z każdego albumu (utwory 1-10), zaprezentowania nowego wokalisty Marco Luponero w dwóch nowych utworach (11-12) oraz dodanie siedmiu utworów dodatkowych (13-19), które pierwotnie pojawiły się na dwóch albumach demo zespołu - Sleeping Visions (2001) i Feed The Fire (2002).

## Twórcy
- Petri Aho – gitara (utwory 11-12)
- Juha-Pekka Alanen – gitara (utwory 11-12)
- Taage Laiho – śpiew (utwory 2-3, 5, 7 i 10)
- Jani Liimatainen – gitara i instrumenty klawiszowe (1-10 i 13-19)
- Marco Luponero – śpiew (utwory 11-12)
- Johan Mattjus – śpiew (utwory 13-15)
- Jouni Nikula – śpiew (utwory 1, 4, 6, 8-9 i 16-19)
- Marko Pukkila – gitara basowa
- Tony Smedjebacka – perkusja
- Emppu Vuorinen – gitara (utwory 1, 4, 6, 8-9)

## Lista utworów
1. Fire & Ice
2. Unchain The Rain
3. Darkened Highlight
4. History Of Times To Come
5. Try To Remember
6. Unicorn
7. Prophet Of Pestilence
8. Ravenwing
9. Innocent
10. Final Warning
11. Keeper Of Mystique
12. Ball & Chain
13. Fire & Ice (Demo 2001)
14. Innocent (Demo 2001)
15. Kingdom Of The Night (Demo 2001)
16. Unicorn (Demo 2002)
17. History Of Times To Come (Demo 2002)
18. Immortal Disorder (Demo 2002)
19. Emerald Eye (Demo 2002)